# 假吐金菊
假吐金菊（学名：Soliva anthemifolia），又名裸柱菊、座地菊，为菊科裸柱菊属的植物。分布在南美洲、台湾以及中国大陆的福建、江西、广东等地，一般生于荒地，目前尚未由人工引种栽培。